# Lundu

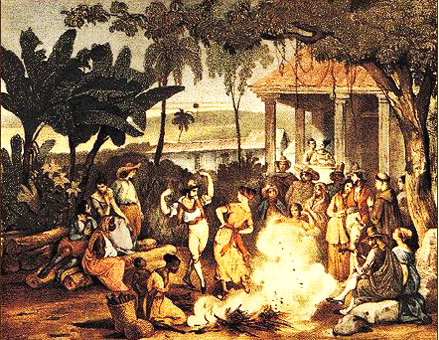
Moritz Rugendas: Lundú. Der Lundú gehört zu den Vorläufern des Samba.

Der Lundu (auch: Landum, Lundum, Londu) ist ein afrobrasilianischer Tanz und Gesang afrikanischen Ursprungs im 2/4-Takt, der wahrscheinlich von Sklaven aus Angola nach Brasilien gebracht wurde. Er wurde von einer Gitarre (Violão), manchmal auch von Perkussionsmusik begleitet.
Der Lundu, der seinen Ursprung im afrikanischen Batuque hat, war Ende des 18. Jahrhunderts noch kein brasilianischer Tanz, sondern ein afrikanischer Tanz in Brasilien, und wurde ab 1780 in historischen Dokumenten erwähnt und zählt daher zu den ältesten brasilianischen Musikstilen. Der Tanz wurde auch in der weißen Mittelschicht populär und kann als erster Nationaltanz Brasiliens gelten.

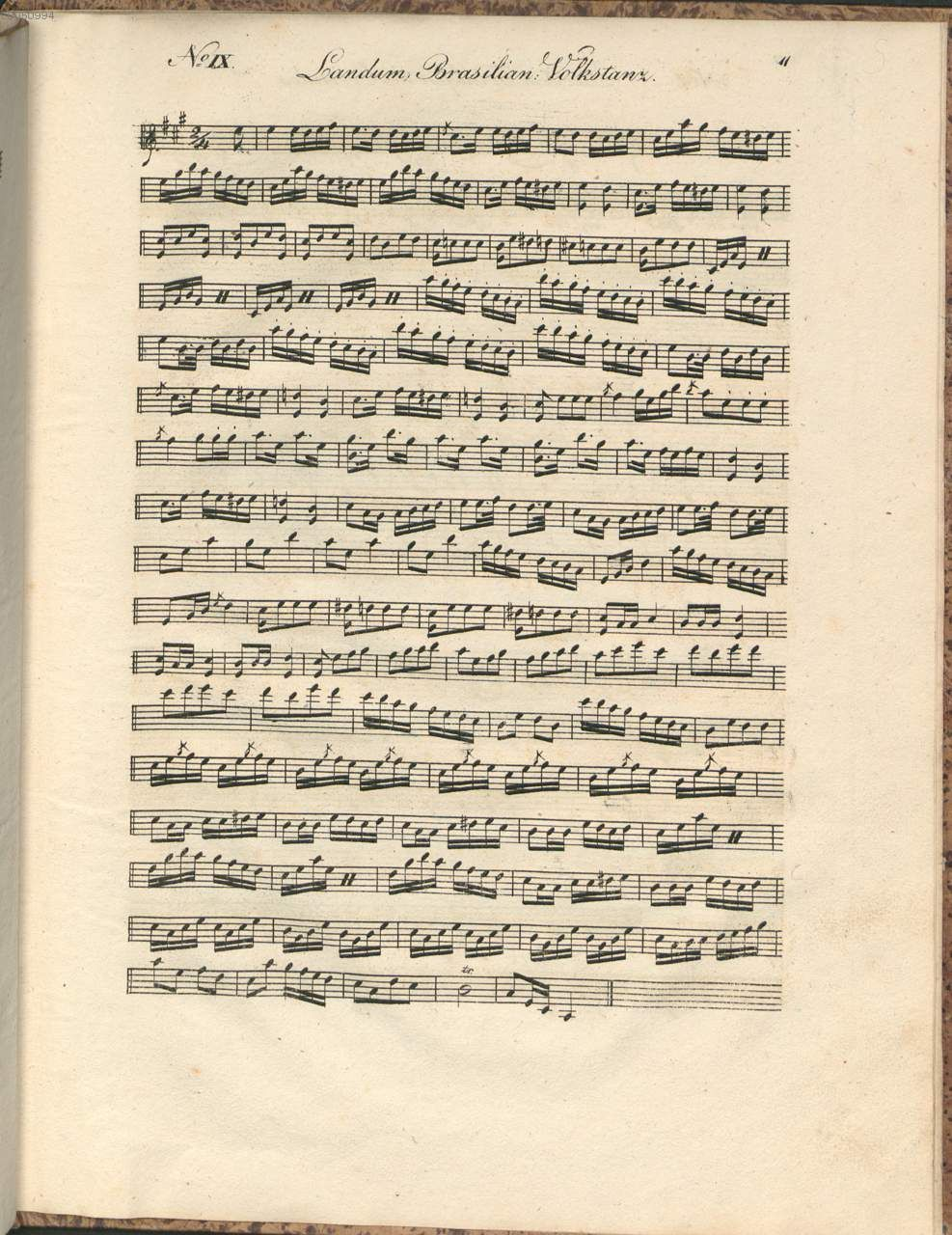
Instrumentaler Lundu, der von Von Martius auf seiner Reise nach Brasilien zwischen 1817 und 1820 gesammelt und als Anhang zum Buch „Viagem pelo Brasil“ (Reise durch Brasilien) von Spix und Martius veröffentlicht wurde. Es handelt sich um die älteste bekannte musikalische Aufzeichnung des Lundu.

Musikwissenschaftler behaupten, dass der Samba seinen Ursprung im Lundu hat, über den Maxixe, aber darüber gibt es Kontroversen. Andere Musikwissenschaftler, wie Samuel Mello Araujo Junior, weisen darauf hin, dass im Lundu auch Elemente der Zigeunerkultur enthalten sind und es sich somit um einen interkulturellen musikalischen Ausdruck handelt.